# Cytisus commutatus
Cytisus commutatus là một loài thực vật có hoa trong họ Đậu. Loài này được (Willk.) Briq. miêu tả khoa học đầu tiên.